# Marek Fichtner
Marek Fichtner (* 10. února 1975, Adršpach) je český šéfkuchař (restaurace Červený Jelen & Trezor Špork), lektor v Gourmet academy a porotce v kulinářské show MasterChef 2015–2016.

## Praxe
- 1993–1994: hotel Lesní zátiší
- 1994: hotel Löwe
- 1994–1995: hotel Jeleni boudy
- 1995–1997 hotel Schwarzer Adler
- 1997: hotel Grand – restaurace Palmovka
- 1997–2000: Peter Deilmann Reederei
- 2000–2005: Celebrity Cruises
- 2005–2007: hotel Al Faisaliah
- 2008: hotel The Dolder Grand
- 2008–2014: restaurace Le Grill
- 2014–2019: restaurace Augustine
- 2019–současnost: restaurace Červený jelen & Trezor Špork

## Pořady
- Tescoma s chutí TV NOVA
- Atlas chutí Televize Seznam
- MasterChef TV NOVA
- Vše o vaření ČT1